# Leonardo Rocha
Leonardo Miramar Rocha (Almada, 23 maggio 1997) è un calciatore portoghese, attaccante del Raków Częstochowa.

## Carriera
Nato ad Almada da genitori di origini brasiliane, è cresciuto nei settori giovanili di varie squadre, tra cui il Monaco; ha esordito con la squadra riserve di quest'ultima il 26 novembre 2016, disputando i minuti finali dell'incontro del Championnat de France amateur perso per 2-1 contro il Colomiers.
Il 30 gennaio 2017 risolve il contratto che lo legava al Monaco e due giorni dopo viene tesserato dal Vicenza. Mai impiegato dal club veneto, viene ceduto al Leganés, che lo aggrega alla propria squadra riserve.
Ha realizzato la sua prima rete con la squadra il 1º ottobre 2017, nell'incontro perso per 3-1 contro il Tres Cantos. Il 31 gennaio 2018, passa in prestito all'Ontinyent fino al termine della stagione.
Il 19 luglio 2018 viene acquistato a titolo definitivo dal Lommel. Il 3 agosto ha esordito fra i professionisti, disputando l'incontro vinto per 1-0 contro l'Union Saint-Gilloise.
Realizza la sua prima rete fra i professionisti il 17 agosto, segnando nei minuti finali dell'incontro vinto per 2-1 contro il Malines. Il 6 ottobre mette a segno una tripletta nell'incontro vinto per 3-1 contro il Roeselare. Al termine della stagione, grazie ai 19 gol realizzati, non solo viene premiato come capocannoniere del campionato, ma contribuisce anche alla salvezza della squadra nei play-out.
Il 23 luglio 2019 firma un contratto triennale con l'Eupen, che versa 500 000€ per il suo cartellino. Per la stagione 2020-2021 viene ceduto in prestito all'RWDM47, con cui si laurea capocannoniere della squadra. Il 10 ottobre 2020 realizza un'altra tripletta, nell'incontro vinto per 8-1 contro l'Union Rochefort in Coppa del Belgio.
Il 16 agosto 2022 viene acquistato a titolo definitivo dal Lierse Kempenzonen, con cui firma un contratto biennale.
Il 13 gennaio 2023 viene acquistato per 150 000€ dai polacchi del Radomiak Radom, con cui firma un contratto triennale, rendendolo il trasferimento più oneroso nella storia del club polacco.

## Statistiche

### Presenze e reti nei club
Statistiche aggiornate al 6 marzo 2023.
| Stagione        | Squadra            | Campionato      | Campionato | Campionato | Coppe nazionali | Coppe nazionali | Coppe nazionali | Coppe continentali | Coppe continentali | Coppe continentali | Altre coppe | Altre coppe | Altre coppe | Totale | Totale |
| Stagione        | Squadra            | Comp            | Pres       | Reti       | Comp            | Pres            | Reti            | Comp               | Pres               | Reti               | Comp        | Pres        | Reti        | Pres   | Reti   |
| --------------- | ------------------ | --------------- | ---------- | ---------- | --------------- | --------------- | --------------- | ------------------ | ------------------ | ------------------ | ----------- | ----------- | ----------- | ------ | ------ |
| 2016-gen. 2017  | Monaco 2           | CFA             | 1          | 0          |                 | -               | -               |                    | -                  | -                  |             | -           | -           | 1      | 0      |
| gen.-giu. 2017  | Vicenza            | B               | 0          | 0          | CI              | -               | -               |                    | -                  | -                  |             | -           | -           | 0      | 0      |
| 2017-gen. 2018  | Leganés B          | TD              | 10         | 3          |                 | -               | -               |                    | -                  | -                  |             | -           | -           | 10     | 3      |
| gen.-giu. 2018  | Ontinyent          | SDB             | 9          | 3          |                 | -               | -               |                    | -                  | -                  |             | -           | -           | 9      | 3      |
| 2018-2019       | Lommel             | D2              | 26+6       | 16+3       | CB              | 1               | 2               |                    | -                  | -                  |             | -           | -           | 33     | 21     |
| 2019-2020       | Eupen              | D1              | 6          | 0          | CB              | 1               | 0               |                    | -                  | -                  |             | -           | -           | 7      | 0      |
| 2020-2021       | RWDM47             | D2              | 13         | 7          | CB              | 2               | 3               |                    | -                  | -                  |             | -           | -           | 15     | 10     |
| 2021-2022       | Eupen              | D1              | 13         | 0          | CB              | 2               | 0               |                    | -                  | -                  |             | -           | -           | 15     | 0      |
| Totale Eupen    | Totale Eupen       | Totale Eupen    | 19         | 0          |                 | 3               | 0               |                    | -                  | -                  |             | -           | -           | 22     | 0      |
| 2022-gen. 2023  | Lierse Kempenzonen | D2              | 17         | 12         | CB              | 2               | 0               |                    | -                  | -                  |             | -           | -           | 19     | 12     |
| gen.-giu. 2023  | Radomiak Radom     | EK              | 6          | 2          | CP              | -               | -               |                    | -                  | -                  |             | -           | -           | 6      | 2      |
| Totale carriera | Totale carriera    | Totale carriera | 107        | 46         |                 | 8               | 5               |                    | -                  | -                  |             | -           | -           | 115    | 51     |

## Palmarès

### Individuale
- Capocannoniere della Division 1B: 1

2018-2019 (16 gol)